# Punct Omega

Pierre Teilhard de Chardin

Punctul Omega este o credință spirituală că universul evoluează spre un nivel mai ridicat de conștiință și complexitate materială. Termenul a fost inventat de preotul iezuit francez Pierre Teilhard de Chardin (1881-1955). Teilhard a susținut că Punctul Omega seamănă cu Logosul creștin, și anume Hristos, care atrage toate lucrurile către el și care, în cuvintele Crezului de la Niceea, este „Dumnezeu din Dumnezeu”, „Lumină din Lumină”, „Dumnezeu adevărat din Dumnezeu adevărat” și „prin care toate s-au făcut”. În Cartea Apocalipsei, Hristos se descrie el însuși de trei ori ca „Alfa și Omega, începutul și sfârșitul”. Ideea Punctului Omega a fost dezvoltată în scrierile ulterioare ale lui John David Garcia (1971), Paolo Soleri (1981) și Frank Tipler (1994).

## Cinci atribute
Teilhard de Chardin afirmă în cartea The Phenomenon of Man (1955) că Punctul Omega trebuie să posede următoarele cinci atribute. El este:
- Deja existent
  - Numai astfel poate fi explicată evoluția universului spre trepte superioare de conștiință.
- Personal (o ființă inteligentă și nu o idee abstractă)
  - Complexitatea tot mai mare a materiei a condus nu doar la forme superioare de conștiință,[5] ci, în consecință, către o mai mare personalizare, din moment ce ființele umane sunt formele de viață cele mai avansate din universul cunoscut.[6] Ele sunt complet individualizate, centre libere de funcționare, potrivit ideii că omul este creat[7] după chipul și asemănarea lui Dumnezeu, care este cea mai înaltă formă de personalitate. Teilhard a declarat în mod expres că, în Punctul Omega, atunci când universul va fi Unul, persoanele umane nu vor fi suprimate, ci super-personalizate. Personalitatea va fi îmbogățită infinit. Acest lucru se datorează faptului că Punctul Omega unește creația și cu cât mai mult o unește, cu atât crește complexitatea universului către nivelele superioare ale conștiinței. Astfel, după cum Dumnezeu creează, universul evoluează spre forme superioare de complexitate, conștiință, și, în sfârșit, personalitate, pentru că Dumnezeu, care trage universul către El, este o persoană.
- Transcendent
  - Punctul Omega nu poate fi rezultat al etapei finale complexe a propriei conștiințe a universului.[necesită citare] În schimb, Punctul Omega trebuie să existe chiar și înainte de evoluția universului, pentru că Punctul Omega este responsabil pentru dezvoltarea universului către o mai mare complexitate, conștiință și personalitate. Aceasta înseamnă, în esență, că Punctul Omega este în afara cadrului în care universul se dezvoltă, pentru că universul evoluează spre El prin manifestarea atracției exercitate de Punctul Omega.
- Autonom
  - Aceasta înseamnă că este liber de limitările de spațiu (nelocalizabil) și timp (atemporal).
- Ireversibil
  - Aceasta înseamnă că este realizabil și imperativ; el trebuie să se întâmple și nu poate fi anulat.

## Concepte conexe

### Tipler
Frank Tipler folosește termenul Punctul Omega pentru a descrie ceea ce susține el că este soarta finală a universului cerută de legile fizicii. Unii au susținut că aceasta este pseudoștiință. Tipler (1994) a rezumat ipoteza lui după cum urmează:
- Universul are o dimensiune spațială finită și o topologie 3-sferă;
- Nu există orizonturi de evenimente, ceea ce înseamnă că limita viitorului este un punct, numit Punctul Omega;
- Viața conștientă trebuie să cuprindă în cele din urmă întregul univers și să-l controleze;
- Cantitatea de informații prelucrate între  momentul actual și Punctul Omega este infinită;
- Cantitatea de informații stocate în univers tinde asimptotic către infinit pe măsură ce Punctul Omega este tot mai aproape.[9]

Cheia pentru înțelegerea explorării Punctului Omega de către Tipler este presupunerea unui univers în evoluție spre un colaps viitor. În acest univers, Tipler presupune o capacitate de procesare masivă. Pe măsură ce universul devine mai mic, capacitatea de procesare devine mai mare, din cauza scăderii costurilor de comunicații ca urmare a reducerii dimensiunilor sistemelor. În același timp, informațiile din punctele  din spațiu deconectate anterior devin vizibile, oferind acces către procesarea tot mai multor informații. Punctul Omega al lui Tipler apare atunci când capacitatea de procesare devine efectiv infinită, iar procesoarele vor fi capabile să simuleze fiecare viitor posibil înainte ca universul să se sfârșească - o stare cunoscută, de asemenea, sub numele de „Aleph”.
În acest mediu, Tipler își imaginează că ființele inteligente, personalitățile umane, vor fi conduse ca simulări în cadrul sistemului. Ca urmare, după Punctul Omega, oamenii vor avea atotputernicia, posibilitatea de a vedea întreaga istorie și de a prezice viitorul. În plus, pe măsură ce istoria devine disponibilă, personalitățile trecute vor fi capabile să fie conduse la fel de bine. În simulare, acest lucru pare a fi învierea morților. Tipler echivalează această stare cu raiul creștin.

### Singularitate tehnologică
Singularitatea tehnologică este apariția ipotetică a inteligenței artificiale generale capabile din punct de vedere teoretic să recurgă la o auto-îmbunătățire, determinând o explozie de inteligență. Există o suprapunere semnificativă de idei între susținătorii singularității și futuriști care teoretizează în mod explicit că Punctul Omega este sfârșitul universului. Ray Kurzweil, unul dintre cei mai proeminenți susținători ai singularității, scrie că „evoluția conduce în mod inexorabil spre concepția noastră de Dumnezeu, chiar dacă nu atinge acest ideal”. Ca și Kurzweil, Teilhard prezice o perioadă de schimbări tehnologice rapide, care determină o fuziune între umanitate și tehnologie. El crede că acest lucru marchează nașterea noosferei și apariția „spiritului Pământului”, dar Singularitatea Teilhardiană vine mai târziu. Spre deosebire de Kurzweil, singularitatea lui Teilhard este marcată de evoluția inteligenței umane către un punct critic în care oamenii ascend de la „transuman” la „postuman”. El identifică această evoluție cu parusia creștină.